# Immortals
Immortals es una película de acción y fantasía en 3D estrenada en 2011. Fue dirigida por Tarsem Singh y protagonizada por Henry Cavill, Freida Pinto y Mickey Rourke, además, incluye a Luke Evans, Kellan Lutz, Daniel Sharman, Joseph Morgan, Stephen Dorff, Alan Van Sprang, Isabel Lucas y John Hurt. El filme fue inicialmente llamado Dawn of War y War of the Gods antes de ser oficialmente denominado Immortals y se basa libremente en la mitología griega de Teseo y el Minotauro y la Titanomaquia.
Fue estrenado en 2D y en 3-D (usando los formatos Cine RealD y Digital 3D) el 11 de noviembre de 2011 (Estados Unidos) por Universal Pictures y Relativity Media.

## Argumento
Antes del amanecer del hombre, los inmortales comenzaron a librar una guerra en el cielo al descubrir que, a pesar de su inmortalidad, podían lastimarse entre ellos. Los vencedores se declararon Dioses, mientras que los vencidos fueron rebautizados como Titanes y encarcelados debajo del Monte Tartarus. El arco de Epiro, un arma de inmenso poder capaz incluso de matar inmortales, se perdió en la Tierra durante la guerra.
En 1228 aC, el rey Hyperion de Heraklion (Creta) (Mickey Rourke) ha levantado un ejército poderoso y cruel como ninguno para arrasar con los demás reinos, buscar el arco, y con él destruir la prisión que contiene a los titanes para que acaben con los dioses. Hyperion captura a la oráculo virgen Phaedra (Freida Pinto), creyendo que puede usar sus visiones para encontrar el lugar de descanso del arco de Epiro.
En un pequeño pueblo cercano, los habitantes se preparan para huir al Monte Tartarus para evitar el ejército de Hyperion. Un habitante llamado Teseo (Henry Cavill) es un hábil muchacho entrenado por el anciano de la aldea (John Hurt) en las artes del combate. Teseo y su madre Aethra (Anne Day-Jones), son considerados indeseables ya que Teseo es fruto de la violación de unos soldados atenienses, por lo que son relegados en la comunidad y también en la huida. Ante esto, Teseo intenta abogar con los soldados encargados de custodiar la caravana para que cuiden a su madre y otros rezagados pero Lysandro (Joseph Morgan), el soldado de turno, solo se burla de él y comienza una pelea en la que es humillado por Teseo; ante esto Helios (Peter Stebbings), su oficial superior, lo expulsa y se compromete ante Teseo a dar ayuda a los desvalidos. Lysandro se presenta ante Hyperion, ofreciendo su servicio y la ubicación del pueblo en venganza y, aunque Hyperion lo acepta en sus filas, ordena que sea castrado ya que no desea que se perpetúe el linaje de un traidor. Tras esto las fuerzas de Hyperion atacan la aldea y asesinan a todos incluyendo a Aethra, quien es degollada por el propio Hyperion frente a su hijo.
En paralelo, se revela que el anciano es Zeus (Luke Evans) cuando se encuentra con sus hijos y hermanos, los demás dioses: Atenea (Isabel Lucas), Poseidón (Kellan Lutz), Ares (Daniel Sharman), Apolo (Corey Sevier) y Heracles (Steve Byers). Ante la preocupación de los dioses por el peligro del arco y su deseo de bajar a la tierra para detener a Hyperion, Zeus les recuerda que ha prohibido interferir en el mundo mortal a menos que los Titanes caminen libres sobre la tierra; según explica a Atenea, quien es su hija más querida, su relación con Teseo no viola esta orden ya que solo se ha limitado a enseñarle a provechar su potencial sin haber jamás recurrido a su poder divino o a manifestarse en su verdadera forma, por ello los insta a tener fe en la humanidad para derrotar a Hyperión ya que, precisamente, ha educado a Teseo para que la humanidad cuente con alguien que pueda encarar estos peligros.
Teseo es esclavizado junto al ladrón de Stavros (Stephen Dorff). Phaedra, que también está cautiva, ve en una visión a Teseo y decide ayudarlo organizando una revuelta y escapando con él, Stavros, Dareios (Alan Van Sprang), uno de sus acólitos. Teseo decide capturar un barco de Hyperion, pero él y sus aliados están abrumados por las fuerzas a bordo y Poseidón se vale de un tecnicismo para evadir la orden de Zeus y zambullirse en el mar, creando una gigantesca ola que arrasa a los hombres de Hyperion. Aunque esto salva a los fugitivos, Zeus advierte que quien vuelva a desobedecerlo será castigado con la muerte.
Phaedra le dice a Teseo que parte de su visión señala que debe darle una correcta sepultura a su madre, por lo que regresan a la aldea para enterrar a Aethra. Mientras pone a Aethra a descansar en el laberinto, nombre dado a las catacumbas de la aldea, Teseo descubre el Arco de Epiro incrustado en una roca cercana. Cuando libera el Arco es atacado por un secuaz de Hyperion conocido como el Minotauro (Robert Maillet). Teseo mata al Minotauro y usa el Arco para evitar que sus compañeros sean ejecutados antes de desplomarse por las heridas envenenadas infligidas por el Minotauro. Phaedra atiende a Teseo y más tarde se enamora de él, haciendo el amor, aunque perder su virginidad la despoja de las visiones que los guían. Sin embargo, para ella esto no es algo negativo, ya que las considera una maldición.
El grupo regresa al templo de Phaedra mientras Hyperion y sus fuerzas están lejos en el Monte Tartarus. En el templo, son atraídos a una emboscada donde Dareios muere y Teseo pierde el Arco de Epiro. Superado en número por los hombres de Hyperion, Ares y Atenea intervienen matando a los soldados y proporcionándoles caballos imbuidos con magia que les permitan llegar rápidamente al monte Tártaro, revelando que es donde Hyperion desea llegar para liberar a los titanes. Zeus se manifiesta en el lugar y, furioso por la desobediencia de sus hijos, carboniza a Ares aunque esto le parte el corazón. Posteriormente advierte a Teseo que no habrá más ayuda para los mortales ya que debe justificar la fe que Zeus ha depositado en él. Mientras, el arco de Epiro es entregado a Hyperion.
Teseo, Stavros y Phaedra viajan al Monte Tartarus gracias a los caballos dados por los dioses y que Zeus permitió que conservaran. Sin embargo, su intento de advertir a Cassandro (Stephen McHattie), el rey helénico, son en vano ya que este razona que un campesino bastardo y una sacerdotisa atractiva por fuerza carecen de credibilidad. Además razona que la actitud de Hyperion es solo una forma de querer llamar la atención y que en cuanto esté allí mostrará que realmente desea negociar. Al día siguiente, Hyperion usa el Arco para destruir la puerta aparentemente indestructible del Monte Tartarus. Los soldados helénicos, al mando de Helios, están aterrados y desmotivados al tener que enfrentar un enemigo superior, sin embargo Teseo los inspira a luchar y todos deciden quedarse y darlo todo para derrotar al invasor.
Durante el feroz combate Teseo mata a Lysandro mientras que Hyperion hace lo mismo con Helios y Cassandro para posteriormente internarse en la montaña y liberar a los Titanes con una poderosa explosión antes que Stavros y Theseus puedan detenerlo. Herido e incapaz de escapar, Stavros recupera el Arco de Epiro y se sacrifica matando todos los titanes que les es posible con sus flechas para comprar tiempo a Teseo para escapar mientras él es asesinado. Zeus, Poseidón, Atenea, Heracles y Apolo se manifiestan en la montaña, por fin libres de actuar al estar sus enemigos en libertad y luchan contra ellos mientras Teseo se enfrenta a Hiperión. Zeus destruye el Arco de Epiro y los dioses del Olimpo demuestran ser mucho más poderosos que los Titanes, pero para su desgracia sus enemigos son muchos más y eventualmente acaban con todos menos Poseidón y Zeus, quien debe ver como su amada hija Atenea es asesinada frente a sus ojos. Teseo es herido de muerte pero logra matar a Hyperion mientras Zeus derrumba el Monte Tártaro sobre los Titanes. Mientras la montaña se derrumba, Zeus toma el cuerpo de Atenea y asciende al Olimpo junto con un Poseidón gravemente herido. La montaña se derrumba enterrando los cuerpos de Hyperion y Teseo, acabando con el ejército invasor.
Varios años después, la historia de Teseo se ha convertido en leyenda y Phaedra está criando a Acamas (Gage Munroe), fruto de su amor con Teseo. Acamas posee los poderes de un oráculo como su madre y un día. mientras observa una estatua hecha en memoria de su padre, se presenta ante él Zeus convertido en el anciano de la aldea, le revela que su padre en realidad fue divinizado y ascendió al Olimpo donde aún continúa la lucha contra los titanes, lucha a la que en el futuro él también está destinado a unirse, por lo que no debe temer a sus visiones. Acamas toca la estatua de su padre y ve una visión del cielo llena de miles de dioses y titanes luchando, incluyendo a Zeus y Poseidón, con Teseo a la cabeza.

## Elenco

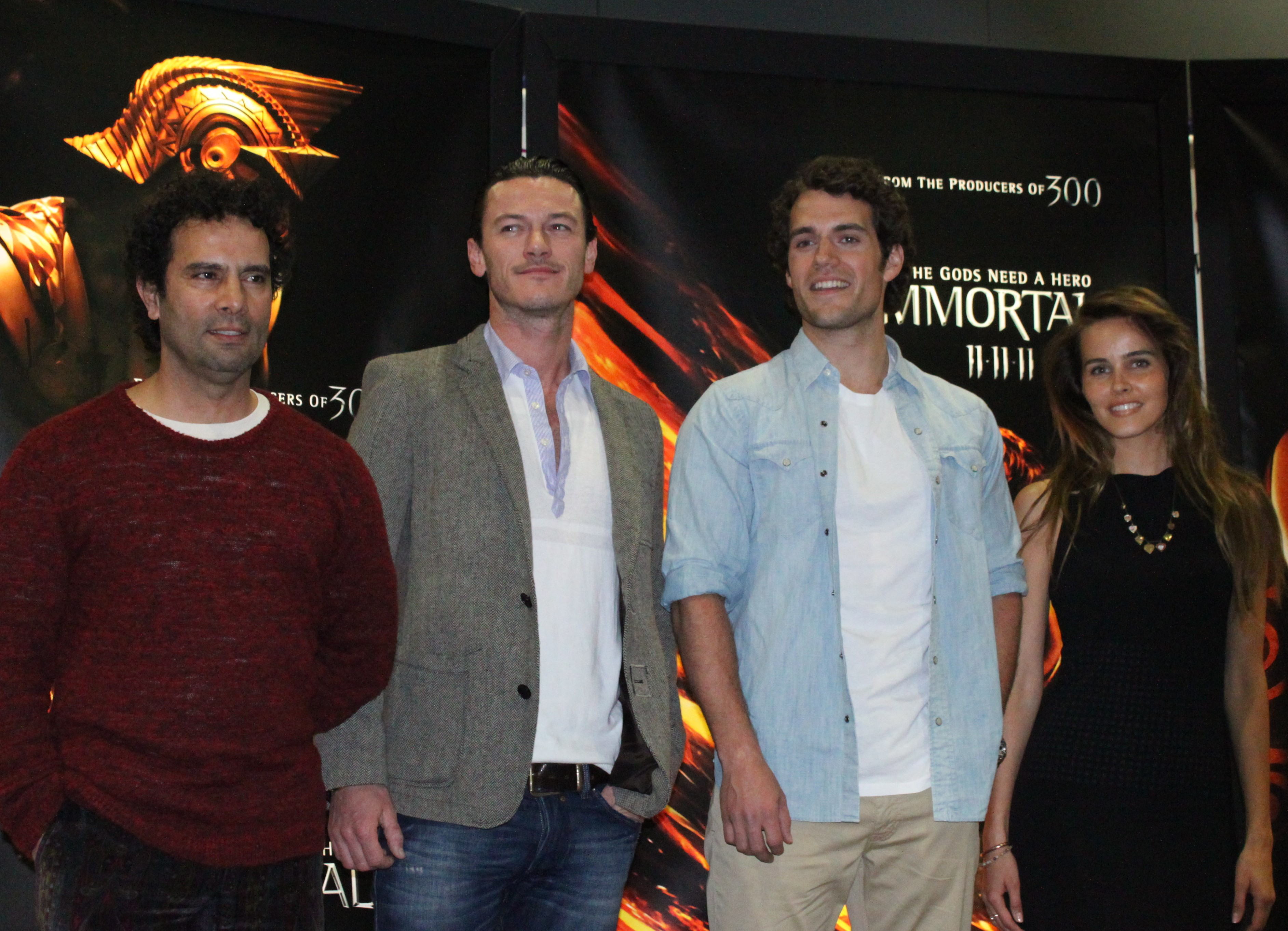
De izquierda a derecha: el director Tarsem Singh con los actores Luke Evans, Henry Cavill e Isabel Lucas, en la WonderCon del año 2011.

- Henry Cavill como Teseo, un campesino que se convierte en un semidiós, el protagonista de la película.
- Stephen Dorff como Stavros, un esclavo astuto y ladrón que se une a Teseo en su búsqueda.[3]
- Luke Evans como Zeus, rey de los dioses, hermano de Poseidón y padre de Atenea, Apolo, Ares y Heracles.
- John Hurt como el anciano, una manifestación terrenal de Zeus y mentor de Teseo.[4]
- Isabel Lucas como Atenea, diosa de la guerra, las estrategias de la batalla, la sabiduría y la justicia.[5]
- Kellan Lutz como Poseidón, dios del mar y hermano de Zeus.[6]
- Freida Pinto como Fedra, una sacerdotisa del oráculo que se une a Teseo en su búsqueda y sirve como su interés amoroso.[7]
- Mickey Rourke como el rey Hiperión: rey de Creta y el antagonista principal de la película.
- Peter Stebbings como Helios, dios del sol y un soldado ateniense.
- Joseph Morgan como Lisandro, el soldado traidor ateniense que se une al rey Hiperión,un antagonista más de la historia.
- Daniel Sharman como Ares, dios de la guerra y creador del arco de Epiro.
- Corey Sevier como Apolo, dios de la luz, el arte, la música, la sanación, la poesía, el tiro con arco, la medicina y la profecía.
- Steve Byers como Heracles, semidiós hijo de Zeus.[8]
- Robert Maillet como Minotauro, uno de los subordinados de Hiperion, que lleva una máscara de toro y combate con Teseo en un laberinto sagrado.
- Greg Bryk como Nicomedes, un sacerdote de Fedra que acompaña a Teseo en su viaje.
- Romano Orzari como Icaro, un soldado ateniense.
- Alan Van Sprang como Dareios, un esclavo que se une a Teseo en su búsqueda.
- Stephen McHattie como Casandro.

## Premios y nominaciones
| Año  | Premio                  | Categoría                    | Candidato                                        | Resultado |
| ---- | ----------------------- | ---------------------------- | ------------------------------------------------ | --------- |
| 2011 | Premio IGN              | Mejor película de fantasía   | Immortals                                        | Nominado  |
| 2011 | Premio IGN              | Mejor película 3D            | Immortals                                        | Nominado  |
| 2012 | Premios Saturn          | Mejor film de fantasía       | Immortals                                        | Nominado  |
| 2012 | Premios Saturn          | Mejor diseño de producción   | Tom Foden                                        | Nominado  |
| 2012 | Premios Saturn          | Mejor maquillaje             | Annick Chartier Adrien Morot Nikoletta Skarlatos | Nominado  |
| 2012 | Premio ASCAP            | Mejores película en taquilla | Trevor Morris                                    | Ganador   |
| 2012 | World Soundtrack Awards | Revelación del año           | Trevor Morris                                    | Nominado  |